# ألان لانكستر
ألان لانكستر (بالإنجليزية: Alan Lancaster)‏ هو موسيقي وكاتب أغاني ومغني بريطاني، ولد في 7 فبراير 1949 في لندن في المملكة المتحدة.
وتوفي في سيدني عن عمر 72 بعد ان عاش 45 عاما في أستراليا.

## وصلات خارجية
- ألان لانكستر على موقع IMDb (الإنجليزية)
- ألان لانكستر على موقع ميوزك برينز (الإنجليزية)
- ألان لانكستر على موقع ديسكوغز (الإنجليزية)
- ألان لانكستر على موقع قاعدة بيانات الفيلم (الإنجليزية)